# Ftira
La ftira és un pa maltès de forma anular i fermentat, que habitualment es consumeix farcit amb ingredients com sardines, tonyina, patata, tomata fresca, ceba, tàperes i olives. N'existeixen variacions regionals, com la de Gozo, que es presenta més com una pizza que no pas com un entrepà. En aquest cas, se serveix oberta amb làmines fines de patata sobre la massa, o bé plegada com un calzone.

## Patrimoni cultural immaterial
Després que el Parlament de Malta aprovés per unanimitat la ratificació de la Convenció per a la Salvaguarda del Patrimoni Cultural Immaterial de la UNESCO, l’any 2018 la Direcció de Cultura de Malta va iniciar una petició per incloure la ftira maltesa a la llista del Patrimoni Cultural Immaterial de la Humanitat.
Segons un expert local, el menjar té els seus orígens al segle XVI. Davant d'una forta demanda popular, el Govern de Malta va anunciar la presentació de la ftira maltesa com a candidata a aquest reconeixement.
Finalment, l’any 2020, la ftira maltesa va ser oficialment reconeguda com a part del Patrimoni Cultural Immaterial de la Humanitat.